# 4e cérémonie des Seattle Film Critics Association Awards
La 4e cérémonie des Seattle Film Critics Awards, décernés par la Seattle Film Critics Association, a eu lieu en 2014, et a récompensé les films réalisés dans l'année.

## Palmarès

### Meilleurs effets visuels
- Man of Steel – Guillaume Rocheron, John 'D.J.' Des Jardin, Dan Lemmon et Ged Wright

### Pire film de l'année
- Die Hard : Belle journée pour mourir (A Good Day to Die Hard)